# Kit Kat Guest Ranch
El Kit Kat Guest Ranch es un burdel legal con licencia en el estado estadounidense de Nevada situado a unos 11 km al este de la capital del estado, Carson City, en la localidad no incorporada de Mound House, en el condado de Lyon, en el número 48 de Kit Kat Drive. El rancho fue propiedad de Dennis Hof hasta su muerte en octubre de 2018.
Se encuentra a lo largo del lado oriental de un bucle en el extremo sur de Kit Kat Drive, en donde hay otros dos burdeles propiedad de Hof: el Love Ranch y el Sagebrush Ranch. El nombre de este burdel a menudo se acorta a Kit Kat Ranch.

## Historia
El rancho abrió sus puertas originalmente en 1963, y obtuvo su primera licencia (permiso de uso especial) en 1980. El rancho pasó a ser propiedad de Jacie Caramella y su madre Shelia en 2001. La estrella del porno Rebecca Love, que a veces trabajaba en el rancho como celebridad invitada, fue nombrada modelo portavoz del rancho en 2005. Por aquel entonces era uno de los pocos burdeles de Nevada que contaba con la presencia regular de estrellas del porno como la exnovia de Dennis Hof Sunset Thomas.
El rancho fue comprado a los Caramella por Dennis Hof en octubre de 2012. Hof cerró el rancho para una extensa renovación multimillonaria. Volvió a abrir en mayo de 2016.
El 14 de septiembre de 2023, se produjo un incendio en el rancho que causó grandes daños estructurales y materiales, pero no hubo heridos ni víctimas mortales.